# Pušenjak
Pušenjak je priimek več znanih Slovencev:
- Darinka Pušenjak, pravnica
- Dejan Pušenjak (*1962), novinar, urednik
- Miša Pušenjak (*1962), agronomka, strokovnjakinja za zelenjadarstvo in okrasne rastline, publicistka
- Rado Pušenjak (1907—1983), politik, gospodarstvenik, bančnik
- Rudolf Pušenjak - Uragan (1920—?), delavec, partizan in politik
- Rudolf Pušenjak (*1947), doktor elektrotehniških znanosti, redni profesor na Fakulteti za strojništvo v Mariboru
- Smiljan Pušenjak (*1935), fotograf (Mb)
- Stanko Pušenjak (1962—2024), ginkeolog in porodničar (prenatalna diagnostika)
- Tomaž Pušenjak (1861—1920), šolnik
- Vladimir Pušenjak (1882—1936), pravnik, teoretik zadružnega gospodarstva in politik